# La cumparsita
La cumparsita es un tango cuya melodía fue creada y escrita a principios de 1917 por el músico uruguayo Gerardo Matos Rodríguez. Sí es seguro que Firpo fue quien la tocó por primera vez en público, junto a su orquesta,  el 19 de abril de 1917 en la Confitería La Giralda, situada en la Plaza Independencia de Montevideo. Está considerado uno de los tangos más difundidos a nivel mundial.
El cantante Carlos Gardel y reconocidos directores de orquesta -desde Juan D’Arienzo hasta Osvaldo Pugliese- agregaron a su repertorio La cumparsita con éxito.

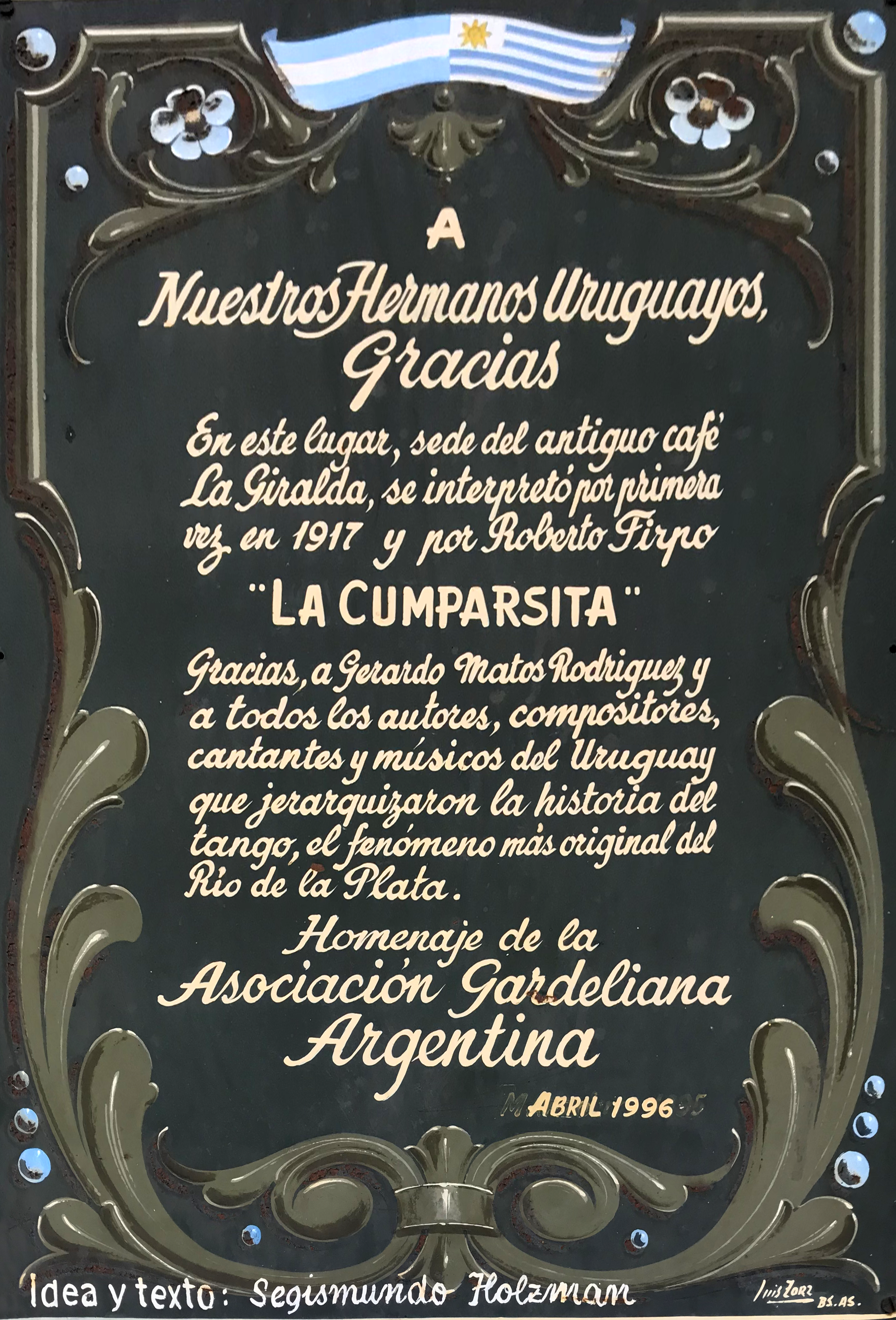
Placa en la pared del ex-café La Giralda, Montevideo, Uruguay

La cumparsita es el himno popular y cultural de Uruguay, a partir de una ley aprobada en 1998 por el Poder Legislativo uruguayo.

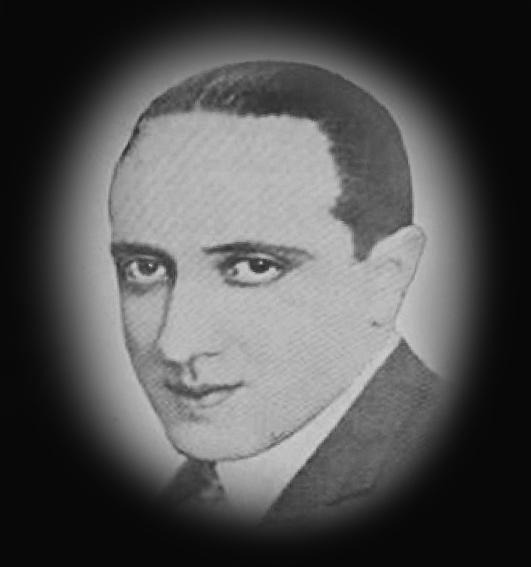
Gerardo Matos Rodríguez 1897-1948.

## Historia
La cumparsita fue creada inicialmente como una marcha, compuesta en 1917 por el joven estudiante de arquitectura Gerardo Matos Rodríguez para la comparsa de carnaval formada por la Federación de Estudiantes del Uruguay, precisamente para utilizarla en los festejos que estaban prontos a realizarse. Le puso por nombre "Cumparsita"  en homenaje al estandarte murguero de la Federación, que tenía escrito la palabra "cumparsita" en lugar de "comparsita", porque así pronunciaba la palabra en cocoliche (una mezcla de italiano y español) un amigo de los estudiantes.
Fue estrenada por Roberto Firpo en el café La Giralda de Montevideo en el año 1917 si bien por un error en la numeración de los discos a veces se dice que se estrenó en 1916. Hoy en día en ese sitio histórico de Montevideo funciona el Museo del Tango .
Rosario Infantozzi Durán pone en boca de su tío Matos Rodríguez, estas palabras: 

«Creo que nunca pude hacer otro tango igual... Más adelante compuse otros tangos y otras músicas, algunos quizás mejores que el primero. Pero éste (La cumparsita) encierra un mundo de ilusiones y de tristezas, de sueños y de nostalgias que sólo se viven a los veinte años. Fue un momento mágico. Y mágico fue su destino. ¡Cuántos misterios en torno a él, cuántos pleitos! Ríos de tinta y kilómetros de papel se ha utilizado para enaltecerlo o hacerlo pedazos» (del libro Yo, Matos Rodríguez, el de “La cumparsita”, de Rosario Infantozzi Durán).

Firpo, por su parte, siempre sostuvo que, si bien al tema se lo presentó Matos Rodríguez, él lo completó, incluyéndole al original una parte de sus tangos La gaucha Manuela y Curda completa, si bien solamente se advierte al comienzo de la tercera parte del tango una frase de La gaucha Manuela, y un tramo del "Miserere..." de Giuseppe Verdi (IV acto de "Il Trovatore") el cual tampoco se reconoce, y que le propuso firmarla conjuntamente, a lo que Matos se opuso.
Firpo relató ese momento histórico del siguiente modo:

En 1916 yo actuaba en el café La Giralda de Montevideo, cuando un día llegó un señor acompañado de unos quince muchachos - todos estudiantes - para decirme que traían una marchita y querían que yo la arreglara porque pensaban que allí había un tango. La querían para la noche, porque la necesitaba un muchacho llamado Matos Rodríguez. En la partitura en dos por cuatro aparecía un poco la primera parte y en la segunda no había nada. Conseguí un piano y recordé dos tangos míos compuestos en 1906 que no habían tenido ningún éxito: "La gaucha Manuela" y "Curda completa". Y le puse un poco de cada uno. A la noche lo toqué con "Bachicha" Deambroggio y "Tito" Roccatagliata. Fue una apoteosis. A Matos Rodríguez lo pasearon en andas. Pero el tango se olvidó, su gran éxito comenzó cuando le adosaron la letra de Enrique Maroni y Pascual Contursi.

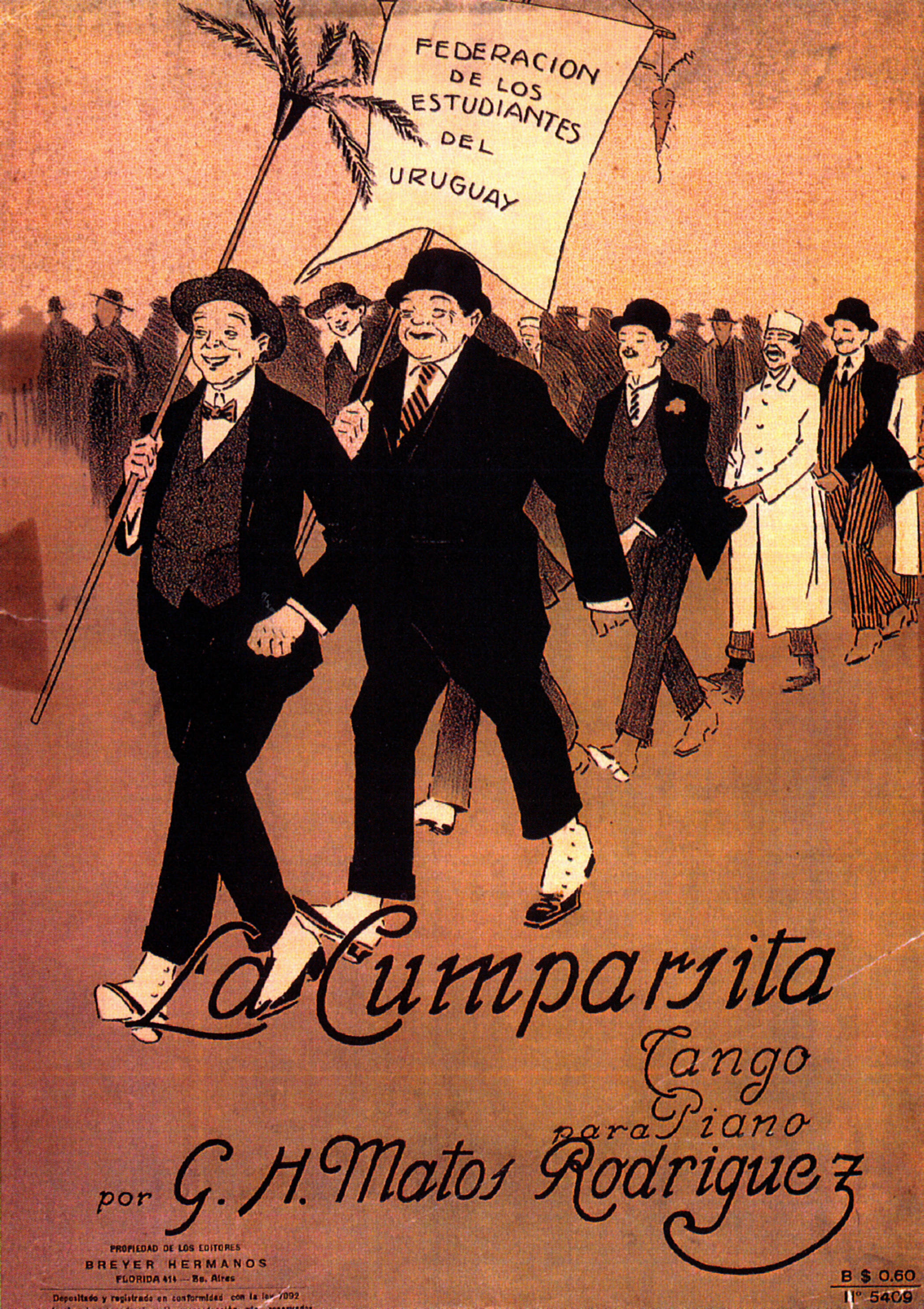
Partitura de La Cumparsita.

El doctor Roberto Introini, uno de los estudiantes amigos que acompañaba a Matos Rodríguez en la ocasión del encuentro con Firpo relata lo siguiente:

Luego de una entrevista entre ambos, Firpo le dijo a Matos Rodríguez: "Mire amigo, su tango es bueno pero si lo edita con su nombre no se lo toca nadie. Yo le propongo editarlo así: La Cumparsita, tango, Firpo-Matos. Por otra parte yo vivo del tango; usted, no". La reacción -lógica- fue de rechazo a tal proposición, y entre los amigos estudiantes reunieron los fondos necesarios y el tango salió con la firma de su único y verdadero autor.

Hasta 1924 La cumparsita fue un tango instrumental "totalmente olvidado" según el juicio de Juan Carlos Marambio Catán. Precisamente, por carecer de letra, no era ejecutado por las orquestas de entonces, que acompañaban el auge del llamado tango-canción (cuyo máximo exponente fuera Carlos Gardel). Matos, por su parte, había vendido los derechos a la firma Breyer Hnos., representante de la Casa Ricordi en Argentina.
El 6 de junio de 1924, la compañía de Leopoldo Simari estrenó en el viejo teatro Apolo una obrita de Pascual Contursi y Maroni titulada Un programa de cabaret. Era común en esos años que las obras teatrales de cuño popular incluyeran el estreno de uno o dos tangos. Así, en el cuadro segundo de esa obra, el cantor Juan Ferrari cantó por primera vez los versos compuestos por ambos autores sobre la música de La cumparsita: “Si supieras / que aún dentro de mi alma...”.
La obra teatral no tuvo éxito y estuvo muy poco tiempo en cartel . Sin embargo el nuevo tango tuvo un éxito inesperado cuando Carlos Gardel comenzó a cantarlo, ese mismo año. Finalmente lo grabó para Odeón con las guitarras de Ricardo y Barbieri. De ahí en más, como dijera Víctor Soliño, «La cumparsita comenzó a escalar los pocos escaños que le faltaban recorrer para situarse en la cumbre de la gloria».
Matos supo en París — por boca de Canaro — de estas novedades acerca de su tango. Recurrió al auxilio del Dr. Calatayud, un joven abogado uruguayo, que llevó adelante las acciones legales para deshacer la venta de los derechos a Breyer Hnos. y prohibir que se tocara La cumparsita con letras o verso que no fueran los que el mismo Matos había firmado como de su autoría: “La cumparsa / de miserias sin fin desfila...”. Esta letra, que fue depositada en la Biblioteca Nacional el 9 de noviembre de 1926, fue llevada al disco por el cantor Roberto Díaz con la orquesta Los Provincianos, aunque no es la más difundida.
Muerto Pascual Contursi el 16 de marzo de 1932, Hilda Briano (su viuda) y Enrique P. Maroni (su compañero) iniciaron acciones legales por daños y perjuicios contra Matos Rodríguez por reconocimiento de derechos como coautores de la obra en cuestión.
Fue un larguísimo pleito que se resolvió cuando también Matos había muerto. El 10 de septiembre de 1948 Francisco Canaro emitió su laudo arbitral al que se habían sometido finalmente las partes, quedando zanjadas las cuestiones referentes a los porcentajes por derechos de ejecución, fotomecánicos, y de inclusión en películas. Gracias a dicho laudo, los beneficios que este tango genera se reparten en un 80% para los herederos del uruguayo Matos y el 20% restante para los herederos de los argentinos Contursi y Maroni. El mismo dictamen también resolvió que quienes quieran registrar futuras ediciones de La cumparsita podrán hacerlo empleando sólo alguna de las dos letras referidas, prohibiéndose la utilización de cualquier otra letra. Esta última previsión del laudo arbitral responde al hecho de que este tango tiene al menos otras tres letras conocidas.

### Otras letras
La letra más antigua pertenece a Alejandro del Campo, un cofrade de la Federación de Estudiantes del Uruguay en la que militaba Matos Rodríguez al tiempo de componer su tango. Fue publicada por la revista El Alma que Canta en 1926 y se sospecha que es la primera letra escrita para La cumparsita por encargo del autor, ante la morosidad de Víctor Soliño (a quien le habría hecho originalmente el encargo).
También la revista El Alma que Canta publicó el 19 de noviembre de 1957 una nota de Antonio Cantó titulada La historia del tango, en la que transcribe unos apuntes de Nicolás Olivari sobre La cumparsita. Olivari hace mención de “la primera letra que se escribió” para este tango, obra del poeta y hombre de teatro Augusto Mario Delfino.
Ni una ni otra letra tuvieron éxito ni fueron cantadas o llevadas al disco por intérprete alguno. Ambas se refieren a una comparsa carnavalera con versos evocativos de los días de la juventud. 
La última letra en conocerse está escrita en inglés, es obra de Oiga Paul y fue publicada — según datos de Roberto Selles — en 1937 por la casa editora Edward B. Marks Music Corporation de Nueva York bajo el título de The Masked One (la enmascarada).
Dice Selles que en la partitura consta también el título original de Matos Rodríguez.
La letra repite el mismo argumento de Siga el corso de Anselmo Aieta y Francisco García Jiménez.

## La cumparsitaen la cultura popular
Numerosas recopilaciones y espectáculos musicales incluyen este tema:
- Café de los Maestros Vol. 1 y 2

Varios artistas musicales han realizado sus propias versiones de este tango, entre otros: 
- Shakira, Julio Iglesias, Julio Sosa, Orquesta Típica Tokio, Ranko Fujisawa, Raffaella Carrà, Violentango, Desi Arnaz, Xavier Cugat, Boston Pops, Milva, Mantovani, Frank Pourcel, Nino Rota, Jinny and The Flamboyants[13] y muchos más.

El remix de la canción "La Cumparsita" por parte de Plef es un ejemplo de cómo el tango ha influido en el rap uruguayo. "La Cumparsita" es una de las canciones más famosas del tango y ha sido interpretada en muchas versiones y remixes a lo largo de los años. Plef decidió crear su propia versión de la canción para homenajear el centenario de su creación y agregarle su propio estilo y perspectiva.

### Filmografía
Este tango forma parte de la banda sonora de varias películas, entre otras:
- Gülen Gözler (Turquía, 1977, dirigida por Ertem Eğilmez)
- Harry Potter y el Prisionero de Azkaban (Reino Unido, 2004, dirigida por Alfonso Cuarón)
- Las luces de Buenos Aires (Argentina/Francia, 1931, dirigida por Adelqui Millar).
- Levando anclas (Estados Unidos, 1945, dirigida por George Sidney).
- La cumparsita (Argentina, 1947, dirigida por Antonio Momplet).
- Sunset Boulevard (Estados Unidos, 1950, dirigida por Billy Wilder).
- "Kanal" (Polonia, 1956, dirigida por Andrzej Wajda).
- Una Eva y dos Adanes (Estados Unidos, 1959, dirigida por Billy Wilder).
- Canción de arrabal, o también La cumparsita (Argentina/España, 1961, dirigida por Enrique Carreras).
- Tango, no me dejes nunca (Argentina, 1998, dirigida por Carlos Saura).
- Me, Myself & Irene (Estados Unidos, 2000, dirigida por Bobby y Peter Farrelly).
- Ritmo y seducción (Estados Unidos, 2006, dirigida por Liz Friedlander).

### Televisión
En los reality musicales televisivos, La cumparsita tiene una aparición obligada:
- Bailando por un sueño (Argentina).
- Bailando (Chile).
- Bailando con las estrellas (Colombia).
- Bailando por un sueño (Perú).
- El gran show (Perú).
- Dancing with the Stars (Estados Unidos)

Por su parte, varios gimnastas han utilizado esta melodía como música de fondo de sus rutinas:
- Vanessa Atler (1998–99)
- Jamie Dantzscher (2000)
- Oana Petrovschi (2001–02)
- Elvire Teza (1998)
- Elise Ray (1997–98)
- Natalia Ziganchina (2000)
- Maria Kharenkova (2013)
- Mykayla Skinner (2011-12)
- Dina Averina (Tokio 2020)

La popularidad de esta obra ha merecido el bautizar un asteroide con su nombre año 2017.

## Controversia
Se usó esta música durante la entrada de la delegación deportiva y los deportistas de la República Argentina en los Juegos Olímpicos de Sídney 2000, lo cual generó el disgusto del gobierno uruguayo.